# استهبان
استهبان یکی از شهرهای شرق (استان فارس) و مرکز شهرستان استهبان است. این شهر در سرشماری نفوس و مسکن (سال ۱۳۹۵)، جمعیتی برابر با ۳۶۴۱۰ تن داشت. استهبان به شهر انجیر معروف است و با بیش از ۲۴ هزار هکتار سطح زیر کشت، بزرگ‌ترین انجیرستان دیم جهان را دارد.

## پیشینه
در گذشته، نام این شهر اصطهبانات بوده است که در آبان ۱۳۵۳ خورشیدی به نام کنونی آن، یعنی استهبان تغییر کرده است. استهبان به نام‌های دیگری مانند اصطهبانات، سَوُنات وصابونات خوانده شده است.
در واقع کمابیش در منابع متعدد تاریخی و جغرافیایی نامی از سرزمین استهبان آورده شده است، فارسنامه ناصری گوید که نام این شهر استهبانات بوده که پس از استیلای عرب به اصطهبانات تغییر یافته است. حدودالعالم با استناد از المسالک و الممالک اصطخری شهر را اصطهبان و همچنین اصطهجان می‌نامد، ابن بلخی در فارسنامه خود به اصطهبان اشاره دارد ولی نزهةالقلوب آن را اصطهبانان ذکر می‌کند، ابن حوقل و مقدسی نیز در کتب خود اصطهبانات را آورده‌اند.
منابع فوق حاکی است که در طول ده سده شکل بیانی آن ثابت مانده و فقط از لحاظ نوشتن دچار تغییری جزئی گردیده است، این امر نشان می‌دهد در طول سال‌های بسیار اصالت این واژه حفظ شده و تغییر نکرده است.
مردم این شهر، استهبان را صابونات نیز می‌نامند.

### وجه تسمیه
استهبان واژه‌ای پهلوی از عبارت سته + بان، به معنای نگهبان شهر است.

## جمعیت
بر پایه سرشماری عمومی نفوس و مسکن در سال ۱۳۹۵ جمعیت این شهر ۳۶٬۴۱۰ نفر بوده است.

## جاذبه‌ها

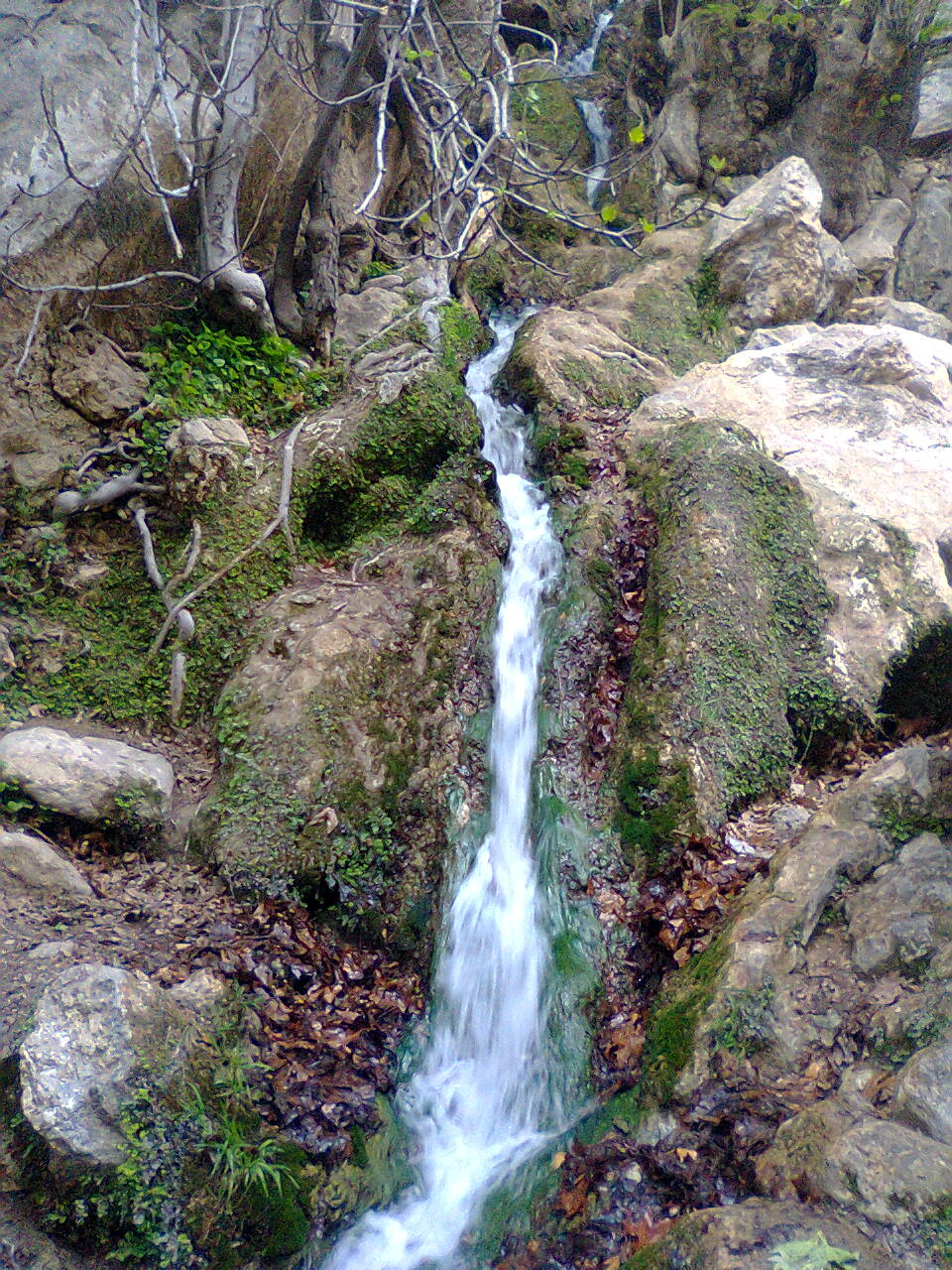
طبیعت استهبان

### مکان‌های دیدنی
از مهم‌ترین مناطق دیدنی شهرستان استهبان می‌توان به موارد زیر اشاره کرد:
- - آبشار استهبان
- رودخانه رودبال
- آبشار لای تاریک
- آبشار سلطان شهباز
- آبشار درب آسیاب
- منطقه ایج
- شهر باستانی خیر
- منطقه رونیز
- غار اشکفت گبر
- خانه مقدس
- خانه معزی
- چشمه قهری
- آب چوک
- باغ جوزا
- سلخ بوخون
- مرخنه
- انجیرستان
- دم تنگ
- چنار هزارساله
- سرو ننه و بچه
- بن دره
- غار زکریا
- غار گبر
- کت چله خانه
- قلعه دختر استهبان
- برکه صفی یل سفید - صفویه
- کتیبه یولقلی بیگ
- یخچال حاجی محریم
- دریاچه بختگان
- جزیره نرگس
- نیایشگاه ساسانی ایج
- گنبد بن دره ایج - ساسانی
- تخت بهمن ایج - ساسانی
- آتشکده قشنگ خوابی (قشم قاوی) خیر - ساسانی
- قلعه دارالامان ایج - شبانکاره - محمود شبانکاره با ساخت این قلعه، ایج را پایتخت خود قرارداد
- چهار طاقی خیر (آتشکده بهرام) - ساسانی
- کاروانسرای شاه عباسی خانه کت خیر
- قلعه کافرها (اسماعیلیان) رونیز
- تفرجگاه مرغک رونیز
- مسجد محقق
- مقبره داعی عزالدین (دیزدی)
- آرامگاه محمد شیرین مغربی
- مسجد جامع استهبان

### اماکن مذهبی
- امامزاده پیرمراد
- امامزاده سید شمس‌الدین
- آرامگاه شیخ علی‌نقی اصطهباناتی

## ره آورد

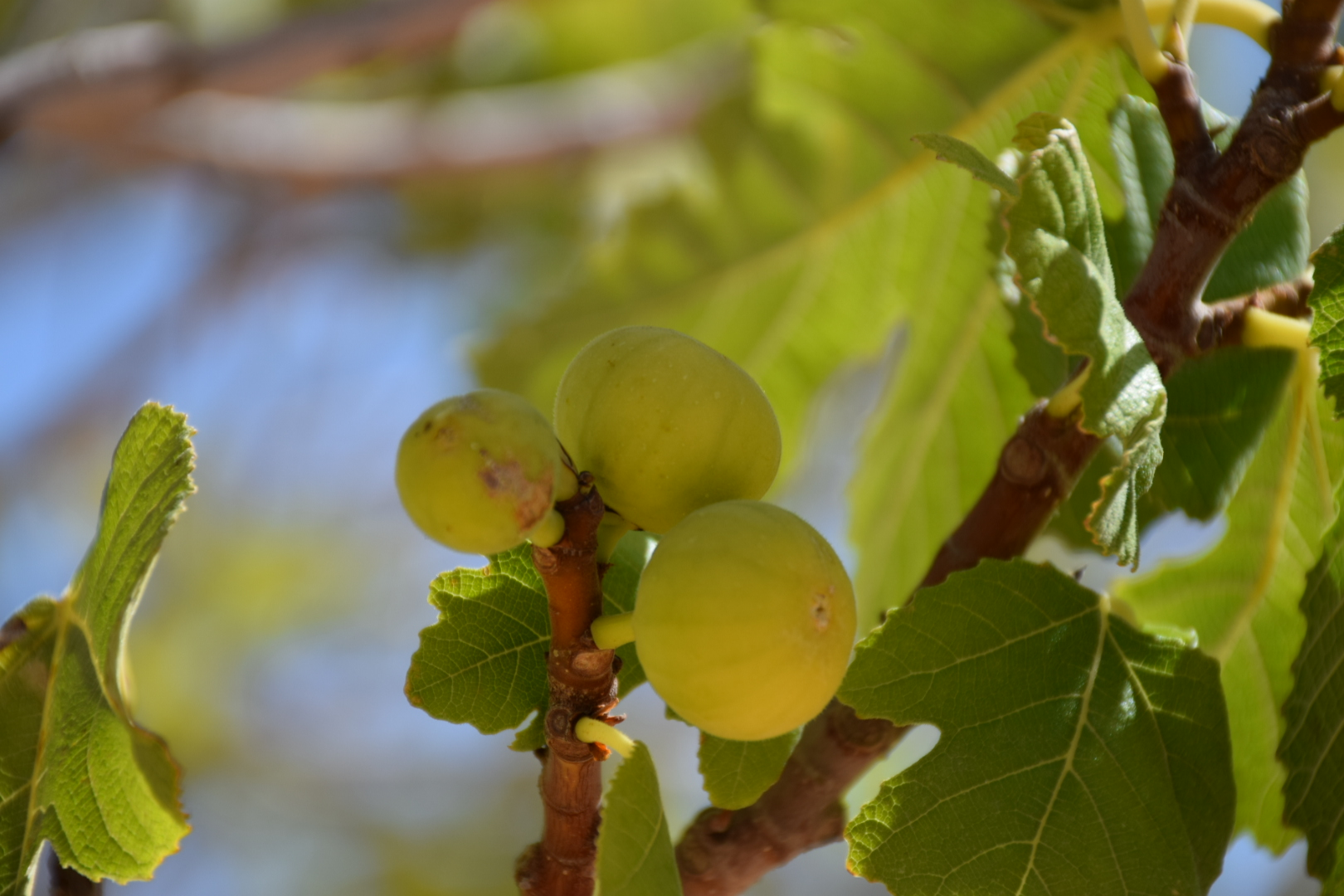
انجیر استهبان

- انجیر
- زعفران
- بادام کوهی
- انگور
- گردو

### محصولات کشاورزی
محصول اصلی کشاورزی این شهر انجیر و زعفران است. در منابع، به محصولات دیگری از جمله: گندم، حبوبات، پنبه، زیتون و میوه‌های دیگری همچون گردو، بادام و انار و انگور اشاره شده است. زعفران این شهر از نظر عطر و طعم زبانزد و دارای کیفیت منحصر به فردی است اما در بازار تجارت زعفران به علت نداشتن رنگ کافی، شناخته شده نمی‌باشد.

## دانشگاه‌ها

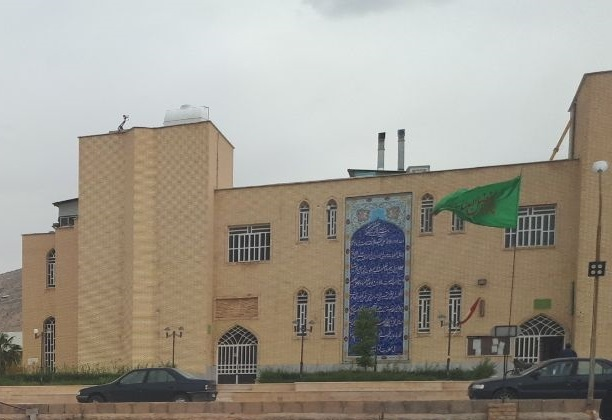
دانشگاه آزاد اسلامی واحد استهبان

- مرکز آموزش عالی استهبان
- دانشکده پیراپزشکی استهبان
- دانشگاه آزاد اسلامی واحد استهبان
- دانشگاه پیام نور استهبان
- جهاد دانشگاهی استهبان
- آموزشکده فنی امام حسین

## فاصله تا شهرهای مهم
- فاصله تا نی‌ریز: ۴۰ کیلومتر
- فاصله تا فسا: ۷۵ کیلومتر
- فاصله تا داراب: ۷۵ کیلومتر
- فاصله تا جهرم: ۱۸۵ کیلومتر
- فاصله تا شیراز: ۱۷۵ کیلومتر
- فاصله تا سیرجان: ۲۱۰ کیلومتر
- فاصله تا کرمان:۳۹۰ کیلومتر

## نگارخانه

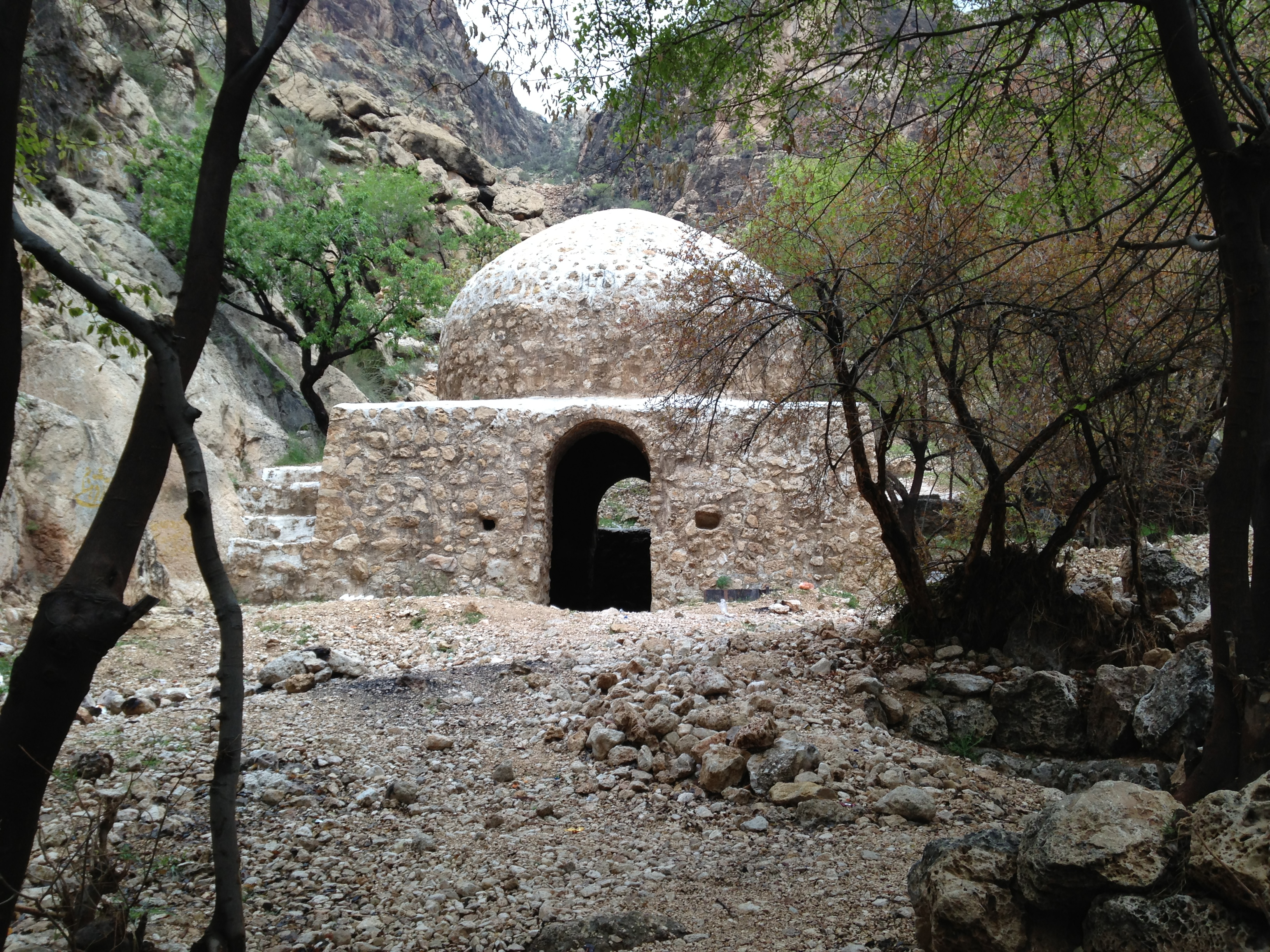
مسجد سنگی ایج
امامزاده پیرمراد(محمد بن موسی الکاظم)
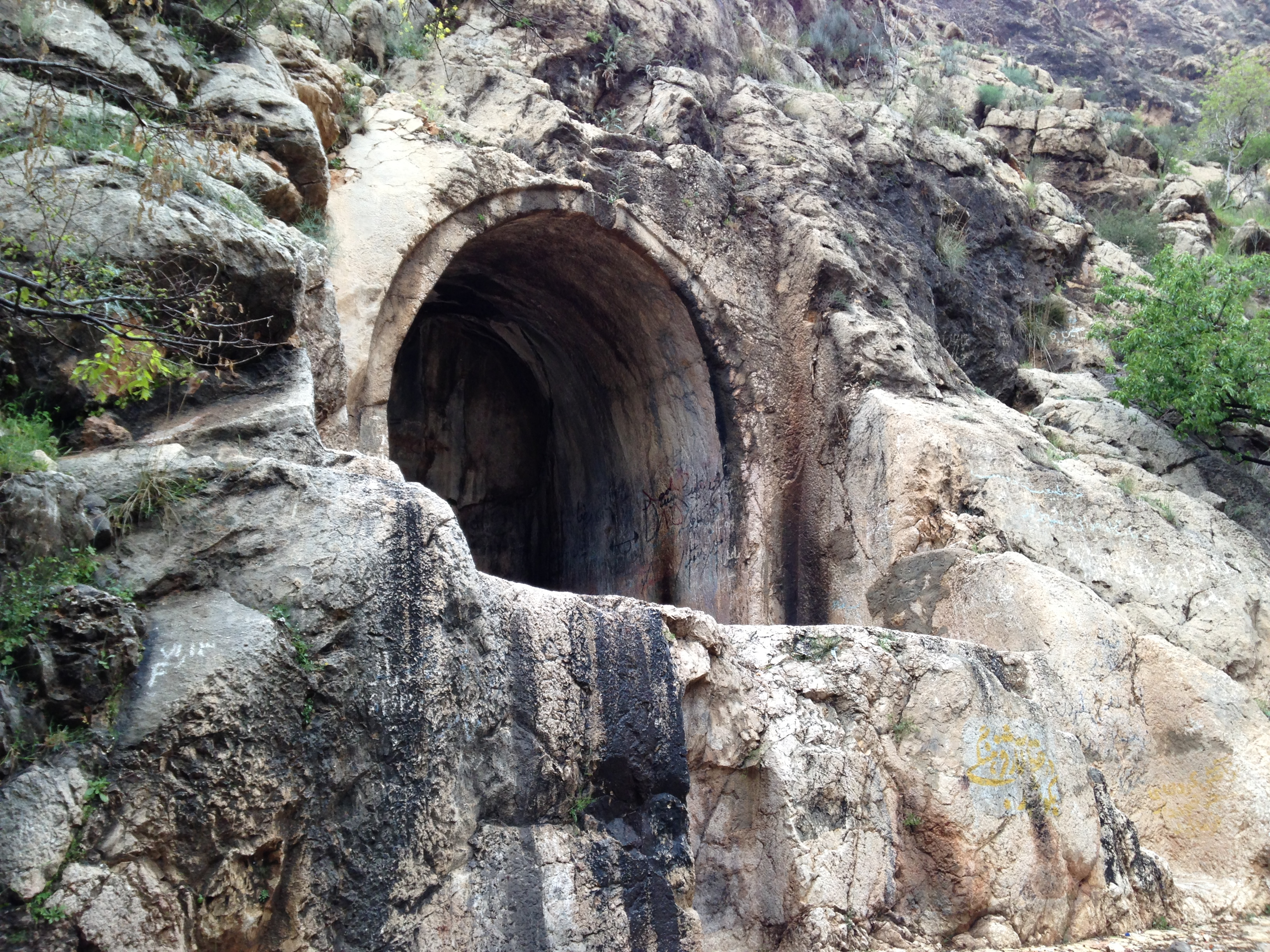
چهارطاقی ایج
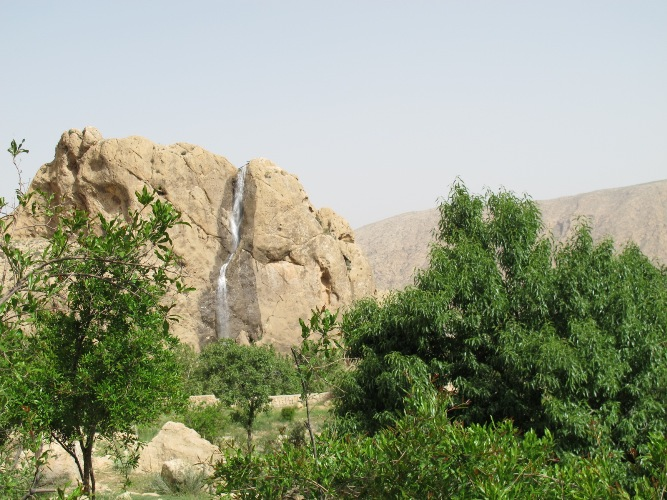
آبشار سر آسیاب